# (4796) Lewis
(4796) Lewis est un astéroïde de la ceinture principale.

## Description
(4796) Lewis est un astéroïde de la ceinture principale. Il fut découvert le 3 juin 1989 à l'Observatoire Palomar par Eleanor Francis Helin. Il présente une orbite caractérisée par un demi-grand axe de 2,35 UA, une excentricité de 0,18 et une inclinaison de 2,3° par rapport à l'écliptique.

## Compléments